# Train Sim World
Train Sim World (viết tắt là TSW) là một trò chơi mô phỏng xe lửa được phát triển bởi Dovetail Games. Nó là sự kế thừa của Train Simulator và được phát hành vào ngày 24 tháng 7 năm 2018.  Lần đầu tiên, Train Sim World cho phép người chơi đi dạo quanh thế giới trò chơi ở chế độ góc nhìn thứ nhất. Chế độ này được sử dụng trong các hướng dẫn, kịch bản và dịch vụ trong đó chế độ của người thứ nhất được yêu cầu để hoàn thành các nhiệm vụ như tiếp nhiên liệu hoặc thay đổi công tắc.

## Phát hành

### Train Sim World: CSX Heavy Haul
Trong phiên bản beta, trò chơi ban đầu được gọi là Train Sim World: CSX Heavy Haul, bao gồm một tuyến đường có thể chơi được, Sand Patch Grade, có trụ sở tại Hoa Kỳ.

### Phiên bản sáng lập
Phiên bản thứ hai là Founders Edition, có sẵn trên Xbox One, chứa Great Western Express.

### Train Sim World
Phiên bản thứ ba, đơn giản là Train Sim World, có sẵn trên PC, Xbox One và PlayStation 4, bao gồm ba tuyến: Great Western Express, Rapid Trans và East Corridor: New York, cũng như Sand Patch Grade chỉ dành cho phiên bản PC.

### Train Sim World 2020
Phiên bản hiện tại, Train Sim World 2020, có sẵn cho PC, Xbox One và PlayStation 4, bao gồm bốn tuyến: Great Western Express, Đường sắt Đảo Dài (ga Pennsylvania đến ga Hicksville), Đường sắt chính Spessart (Aschaffenburg đến Gemünden) và Bắc TransPennine (tiện ích bổ sung tuyến đường Manchester Victoria đến Leeds), cũng như Sand Patch Grade chỉ dành cho PC. Phiên bản năm 2020 có phiên bản cao cấp kỹ thuật số có chứa tuyến đường thưởng có chứa Hành lang bán đảo Caltrain, (bổ sung tuyến đường thứ tư của San Francisco và King đến San Jose Diridon).
Vào ngày 12 tháng 12 năm 2019, Dovetail đã phát hành một tiện ích bổ sung East Coastway. Ngoài tuyến đường Brighton đến Eastbourne, còn có một tuyến đường nhánh giữa Lewes và Seaford. Bản phát hành bao gồm BR Class 377/4.

### Train Sim World 2
Phiên bản thứ tư, Train Sim World 2, được công bố vào ngày 9 tháng 6 năm 2020, với ngày phát hành dự kiến là ngày 6 tháng 8 năm 2020. Thông báo đã quảng bá các tính năng mới như Trình biên tập gan và Trình quản lý kịch bản. Bản phát hành của nó được lên kế hoạch đi kèm với hai tuyến đường và địa điểm mới; ICE 3, được cho là có tuyến đường cao tốc của Đức, và Tàu điện ngầm Luân Đôn 1972, với tuyến Bakerloo. Trò chơi cũng đi kèm với tuyến đường Sand Patch Grade, tuyên bố đã được cập nhật rất nhiều, mặc dù chủ yếu dành cho các hệ điều hành console đã được xác nhận, PlayStation 4 và Xbox One.
Trò chơi sẽ được phát hành với một tính năng gọi là "Bộ sưu tập được bảo quản", cho phép bạn mang theo Train Sim World 2020 DLC sở hữu của bạn với Train Sim World 2, mặc dù tiến trình trong các tuyến Bộ sưu tập được bảo tồn này sẽ vẫn còn trong trò chơi gốc với chỉ tiến bộ mới được lưu vào trò chơi mới. Nó cũng được xác nhận rằng tất cả Train Sim World DLC mới sẽ chỉ tương thích TSW2.
DTG đang đặt cho nó một "trò chơi hoàn toàn mới", bất chấp phản ứng dữ dội từ người dùng phương tiện truyền thông xã hội và dự định tiết lộ "lộ trình phát hành" một tuần trước khi Train Sim World 2 ra mắt. Nội dung của điều này vẫn chưa được xác nhận hoặc gợi ý.

## Công cụ chỉnh sửa
Train Sim World được xác nhận trong tương lai có các công cụ chỉnh sửa. Trong bản cập nhật studio tháng 9 năm 2018, đã tiết lộ rằng các công cụ, dựa trên công cụ chỉnh sửa Unreal Engine 4, sẽ giống như công cụ được Dovetail Games sử dụng để tạo nội dung, cho phép người dùng tạo tuyến đường, đầu máy xe lửa, toa xe, huấn luyện viên, kịch bản Và dịch vụ. Tuy nhiên, sẽ không thể chỉnh sửa các tuyến hiện có do Dovetail Games phát hành, khi ra mắt. Nó được lên kế hoạch cho một phiên bản beta mở của các công cụ chỉnh sửa sẽ được phát hành. Dovetail Games cũng có kế hoạch tạo ra một loạt các video hướng dẫn cho các công cụ chỉnh sửa.
Tuy nhiên, trong buổi giới thiệu Hỏi & Đáp Train Sim World 2 được tổ chức vào ngày 11 tháng 6, đã xác nhận rằng một biên tập viên thế giới công cộng KHÔNG được làm việc cho trò chơi hiện tại và chúng tôi nên hy vọng tình trạng này sẽ kéo dài vô tận.

## Đón nhận
Các phiên bản PlayStation 4 và Xbox One của Train Sim World đã được phát hành để đánh giá "hỗn hợp hoặc trung bình", theo tổng hợp đánh giá Metacritic.